# Xã Virginia, Quận Towner, Bắc Dakota
Xã Virginia (tiếng Anh: Virginia Township) là một xã thuộc quận Towner, tiểu bang Bắc Dakota, Hoa Kỳ. Năm 2010, dân số của xã này là 15 người.